# 傅端銓
傅端銓（？—？），號梅軒，清朝官員，本籍浙江。監生出身。

## 生平
傅端銓於1870年（同治9年）接替鄒祖壽，任臺灣府淡水廳艋舺縣丞一職。任職縣丞期間，於光緒元年（1875年）邀集仕紳捐資將原本位在慈祐宮旁的文昌祠遷建到今址。1875年，台灣行政區劃更動，原艋舺縣丞裁撤，淡水廳改為臺北府轄下的淡水縣。傅端銓亦為首任代署淡水縣知縣。1877年，赴任真除為彰化知縣。